# Ander Zoltán
Ander Zoltán (Déva, 1917. szeptember 21. — Marosvásárhely, 1994. november 28.) orvosprofesszor, orvosi szakíró.

## Életútja
Orvosi oklevelét Kolozsvárt szerezte (1940). A Marosvásárhelyi Orvosi és Gyógyszerészeti Egyetem-en (OGYI) a törvényszéki orvostan előadótanára (1949), majd professzora (1966), doktor docens (1971). Az OGYI rektora volt 1963-1983-ban. 1983 után az igazságügyi orvostan tanszékről elbocsátották, mivel a fia Amerikába emigrált.
Szaktanulmányaiban, egyetemi jegyzeteiben az orvosi etika, a törvényszéki orvostan és a toxikológia kérdéseit tárgyalta. Az Orvosi Könyvkiadó 1965-ben jelentette meg Elemente de deontologie medicală című román nyelvű monográfiáját az orvosi erkölcs és deontológia tárgyköréből. Az Orvosi Szemle rovatvezetője volt, az Előre, Korunk, Művelődés, TETT munkatársa. Tájékoztató írásai a hazai folyóiratokban az alkoholizmus társadalmi vonatkozásaival, nevelési kérdésekkel foglalkoztak. Az 1966-ban kiadott román nyelvű egységes törvényszéki orvostani tankönyv társszerzője.

## Tudományos tisztség
- Legfőbb Törvényszéki Orvosi Bizottság (1957–1983) tagja

## Társasági tagság
- A román Vöröskereszt alelnöke (1978–1983);
- Az Erdélyi Múzeum-Egyesület (EME) tagja (1990-1994).

## Díjak, elismerések
- Az Orvosi Érdemrend III. fokozata (1976).

## Főbb művei magyarul
- Amit az alkoholról tudni kell (1973)
- Orvosi deontológia (kőnyomatos egyetemi jegyzet, Marosvásárhely, 1976)
- A szocialista orvosi deontológia kérdései (kőnyomatos egyetemi jegyzet, Marosvásárhely, 1978)